# Heinrich Moiszisstzig
Heinrich Moiszisstzig (ur. 13 stycznia 1816 w Braniewie, zm. 25 września 1873 w Chojnicach) – filolog klasyczny, doktor filozofii, wykładowca w gimnazjach w Braniewie i w Chojnicach, autor podręczników gimnazjalnych do łaciny.

## Życiorys

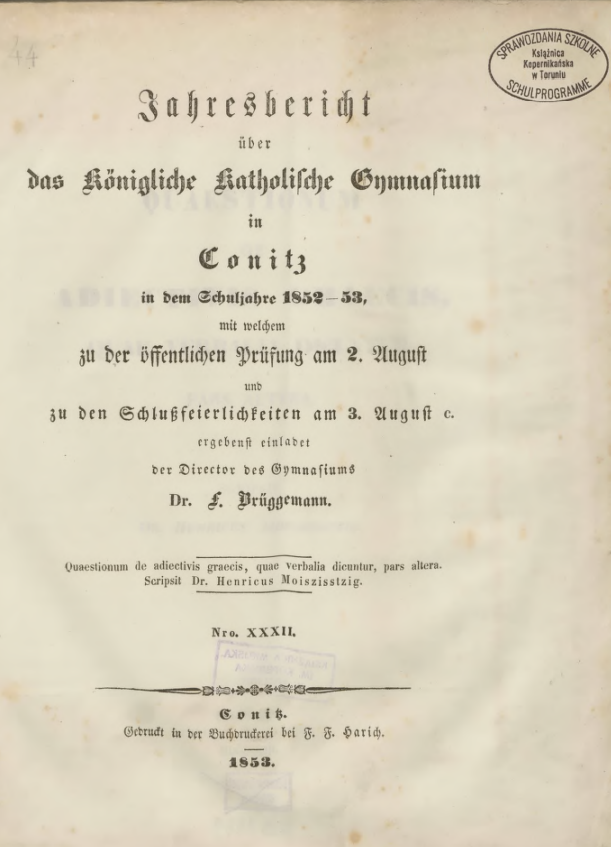
Heinrich Moiszisstzig Quaestiones de Adjectivis Graecis pars altera, 1853

Urodził się w Braniewie. Nauki pobierał w gimnazjum o wielowiekowych tradycjach w rodzinnym mieście, które ukończył wraz z maturą na jesieni 1836 roku. Studiował języki klasyczne na Uniwersytecie Albrechta w Królewcu. Studia ukończył uzyskując stopień naukowy doktora filozofii. W 1842 rozpoczął pracę w gimnazjum w Braniewie na okres próbny. W 1843 przeniósł się do Chojnic i tam podjął dalszą pracę nauczyciela w miejscowym gimnazjum. W tamtejszym gimnazjum zdobywał kolejne stopnie awansu zawodowego: nauczyciela pomocniczego, nauczyciela, starszego nauczyciela aż po tytuł profesora gimnazjalnego. Tytuł profesora, najwyższy stopień w zhierarchizowanej strukturze nauczycielskiej, uzyskał w 1860 roku na podstawie patentu (reskryptu) ministerialnego. Stopień ten został mu nadany za szczególne zasługi nauczyciela łaciny i greki na polu dydaktyki i na niwie naukowej. Szczególne uznanie zyskały opracowane przez niego podręczniki gimnazjalne. Heinrich Moiszisstzig opublikował m.in. gramatykę szkolną języka łacińskiego dla uczniów niższych i średnich klas gimnazjum. Czwarte wydanie zawierało już poszerzony materiał kształcenia dla wszystkich klas gimnazjum oraz dla szkół realnych. W pierwszym wydaniu, w roku szkolnym 1848/1849, podręcznik ten został wprowadzony do nauki łaciny w gimnazjum w Chojnicach. W następnych latach i w kolejnych wydaniach korzystano z tego podręcznika również w innych gimnazjach pruskich. Do 1873 wydanych zostało drukiem 8 edycji podręcznika. Moiszisstzig był również autorem podręcznika z ćwiczeniami gramatycznymi i leksykalnymi dla 2 najniższych klas gimnazjum. Ćwiczenia te doczekały się 2 edycji (1860, 1865). W chojnickim gimnazjum pracował do dnia 23 września 1873. Następnego dnia wystąpiły u niego objawy cholery, która w tamtym czasie ogarnęła Chojnice. Zmarł już 2 dni później, 25 września 1873 roku. Pochowany został na cmentarzu w Chojnicach, zgodnie ze zwyczajem odprowadzony przez całe grono pedagogiczne i uczniów gimnazjum.

## Publikacje[4][3]
- Quaestiones de adjectivis graecis, quae dicuntur, verbalibus, Konitz 1844. 74 S. (Programm Konitz Gymnasium)
- Quaestionum de adiectivis graecis, quae verbalia dicuntur. Pars altera, Konitz 1853. 20 S. (Programm Konitz Gymnasium)
- Quaestionum de adiectivis graecis, quae verbalia dicuntur. Pars tertia, Berlin 1861. 10 S. (Programm Konitz Gymnasium)
- Quaestionum de adiectivis graecis, quae verbalia dicuntur. Pars quarta, Konitz 1868. S. 18-22. (Programm Konitz Gymnasium)
- Eine lateinische Grammatik und ein lateinisches Übungsbuch für die unteren Klassen